# Fort de la Rivière Tremblante
Fort de la Rivière Tremblante war Ende des 18. Jahrhunderts ein Handelsposten der North West Company (NWC) in der Nähe des heutigen Kamsack in der kanadischen Provinz Saskatchewan.

## Geschichte
Bereits 6000 v. Chr. sollen archäologischen Funden zufolge indianische Camps am Standort des Forts existiert haben. Ab dem 17. Jahrhundert wurde die Prärie des heutigen Kanada auch von Fellhändlern frequentiert, was unter anderem zur Entstehung des Mischvolks der Métis führte. 1791 wurde das Fort unter NWC-Mitarbeiter Robert Grant am Oberlauf des Assiniboine River erbaut und hieß deshalb auch Grant's House. 1793 kam hier der spätere Métis-Führer Cuthbert Grant (jun.) zur Welt (nicht mit R. Grant verwandt), dessen gleichnamiger Vater im selben Jahr die Leitung des Forts für die NWC übernommen hatte und bis zu seinem Tod 1799 mit seinen beiden Söhnen im Fort lebte. Ca. 1800 brannte das Fort nieder und wurde nicht wieder aufgebaut, vermutlich weil die Fellhändler, die sich hauptsächlich mit Kanus fortbewegten, den südlicheren Qu’Appelle River als Handelsroute bevorzugten.

## Sonstiges
1968 soll der James-Bond-Regisseur Harry Saltzman mit dem Gedanken gespielt haben, einen Film über das Fort und Cuthbert Grant zu drehen, was aber nicht verwirklicht wurde.